# 劉若愚 (崇禎進士)
劉若愚（16世紀—17世紀），字玄仲，河南歸德府获嘉县人，明朝政治人物。

## 生平
少孤，力學。天啓元年（1621年）辛酉科舉人，崇禎四年（1631年）成辛未科進士，礼部观政，初授行人司行人，事祖母诚孝，待伯仲友恭，遍交海内名贤，以忠义相勉励。生平学问本于心性，博览经传，皆得其精。

## 引用
1. ↑  《崇祯四年辛未科三百五十名进士履历》：刘若愚，玄仲，诗三房，壬子二月二十三日生。獲嘉人，辛酉十四名，會一百六十六，三甲二百四十二名。礼部政，癸酉授行人。曾祖激。祖科。父举綺，庠生。
2. ↑  《獲嘉縣志》